# Bourguyia
Bourguyia es un género de arácnido del orden Opiliones de la familia Gonyleptidae.

## Especies
Las especies de este género son:
- Bourguyia albiornata
- Bourguyia bocaina
- Bourguyia laevibunus
- Bourguyia maculata
- Bourguyia trochanteralis
- Bourguyia vinosa

--
- Bourguyia amarali (= Bourguyia albiornata)
- Bourguyia hamatus (= Bourguyia trochanteralis)